# Viktorija Rusakova
Viktorija Dmitrievna Rusakova (in russo Виктория Дмитриевна Русакова?; Ekaterinburg, 23 ottobre 1988) è una pallavolista russa.
Gioca nel ruolo di schiacciatrice nella Dinamo Mosca.

## Carriera

### Club
La carriera di Viktorija Rusakova inizia a livello giovanile nell'Uraločka. Nel 2004 inizia la carriera professionistica con la seconda squadra dell'Uraločka, con la quale prende parte alla Vysšaja Liga A per due stagioni. Nel 2006 viene promossa in prima squadra nel ruolo di riserva, per poi diventare titolare dalla stagione 2009-10.
Nella stagione 2014-15 viene ingaggiata alla Dinamo-Kazan dove conquista lo scudetto; alla fine del 2015 si trasferisce, per la seconda parte del campionato 2015-16, al Leningradka.
L'annata successiva si trasferisce alla Dinamo Krasnodar, prima di passare all'Enisej nella stagione 2017-18, al termine della quale fa ritorno alla Dinamo Krasnodar con cui disputa il campionato 2018-19.
Per la stagione 2019-20 viene ingaggiata dalla Dinamo Mosca.

### Nazionale
Con la nazionale russa under 18, nell'estate del 2005 vince la medaglia d'argento al campionato europeo ed al campionato mondiale di categoria.
Nel 2011 debutta in nazionale maggiore prendendo parte alla XXVI Universiade, dove vince la medaglia di bronzo. Nel 2013 vince la medaglia d'oro alla XXVII Universiade ed al campionato europeo.

## Vita privata
È stata sposata dal 2010 al 2015 col cestista Vitalij Čaplin (e in questo periodo è stata conosciuta con il cognome Čaplina) ed è inoltre la sorella maggiore della pallavolista Ekaterina Rusakova.

## Palmarès

### Club
- Campionato russo: 1

2014-15

### Nazionale (competizioni minori)
- Campionato mondiale pre-juniores 2005
- Campionato europeo pre-juniores 2005
- Universiade 2011
- Montreux Volley Masters 2013
- Universiade 2013